# Metaphycus halongiensis
Metaphycus halongiensis är en stekelart som beskrevs av Sugonjaev 2005. Metaphycus halongiensis ingår i släktet Metaphycus och familjen sköldlussteklar.
Artens utbredningsområde är Vietnam. Inga underarter finns listade i Catalogue of Life.